# نيكولا غرويفسكي
نيكولا غروفسكي (المقدونية : Никола Груевски) ، من مواليد 31 من شهر آب - أغسطس من سنة 1970 في مدينة سكوبي ورئيس الوزراء المقدوني منذ 27 آب -أغسطس من عام 2006 حتى 18 يناير 2016.

## تهم الفساد
في يناير 2017 ، أطلق مكتب المدعي العام المقدوني تحقيق (الدبابة) حيث اتهم شخصان باستخدام منصبهما الرسمي وسلطتهما في الفترة من فبراير إلى أكتوبر 2012 لإكمال مشتريات عامة غير مشروعة لسيارات مرسيدس-بنز 600 بقيمة 600 ألف يورو. و «تحقيقاً لرغبات» غرويفسكي الذي كان رئيسًا للوزراء في ذلك الوقت. في 23 مايو 2018 ، حُكم على غرويفسكي بالسجن لمدة عامين بتهمة التأثير غير القانوني على المسؤولين الحكوميين في شراء السيارة الفاخرة المضادة للرصاص، وبذلك صدر بحقه إتهام في ثلاث قضايا فساد.

## لجوئه السياسي إلى هنغاريا
بعد إصدار مذكرة إعتقاله فر غرويفسكي إلى السفارة الهنغارية في تيرانا و طلب الحصول على اللجوء السياسي في هنغاريا ، وفقا للشرطة المقدونية فإن غرويفسكي غادر البلاد في 11 نوفمبر الساعة 7:11 مساءاً في سيارة دبلوماسية هنغارية ببطاقة هويته الخاصة، حتى قبل أن يصدر الإنتربول مذكرة الإعتقال الدولية، وبعبارة أخرى، وصل إلى المجر على طريق مقدونيا شمال الجبل الأسود، البوسنة والهرسك، صربيا، وأشارت العديد من المصادر بأن المخابرات الهنغارية كان لها دور في العملية ولم تؤكد أو تنفي المخابرات صلتها بالعملية، وفي أول ظهور له في بودابست قال (ذكرت في الطلب أنني طلبت اللجوء بسبب الاضطهاد السياسي للحكومة الجديدة التي يقودها اتحاد الديمقراطيين الاشتراكيين في مقدونيا (SDSM)، وأن هذه الحكومة تريد سلب حريتي من خلال استغلال النيابة العامة والنظام القضائي في مقدونيا عبر الخطوات والطرق غير الديمقراطية) و كان مكتب الهجرة واللجوء الهنغاري قد عقد جلسات إستماع مع غرويسفكي قبل أن يحصل على حق اللجوء في البلاد، و ظهر في محاكمة مكبل اليدين بعد إصدار الإنتربول مذكرة الإعتقال الدولية وبعد مطالبة مقدونيا للسلطات الهنغارية بتسليم المتهم وبعد إنتهاء الجلسة كان قرار المحكمة بأن شروط التسليم لم تستوفي وأصدرت حكمها بعدم تسليمه، لأن القوانين تنص على عدم تسليم الأشخاص الممنوحين حق اللجوء إلى البلدان التي فروا منها.

## روابط خارجية
- نيكولا غرويفسكي على موقع مونزينجر (الألمانية)